# 앙토냉 세르티양주

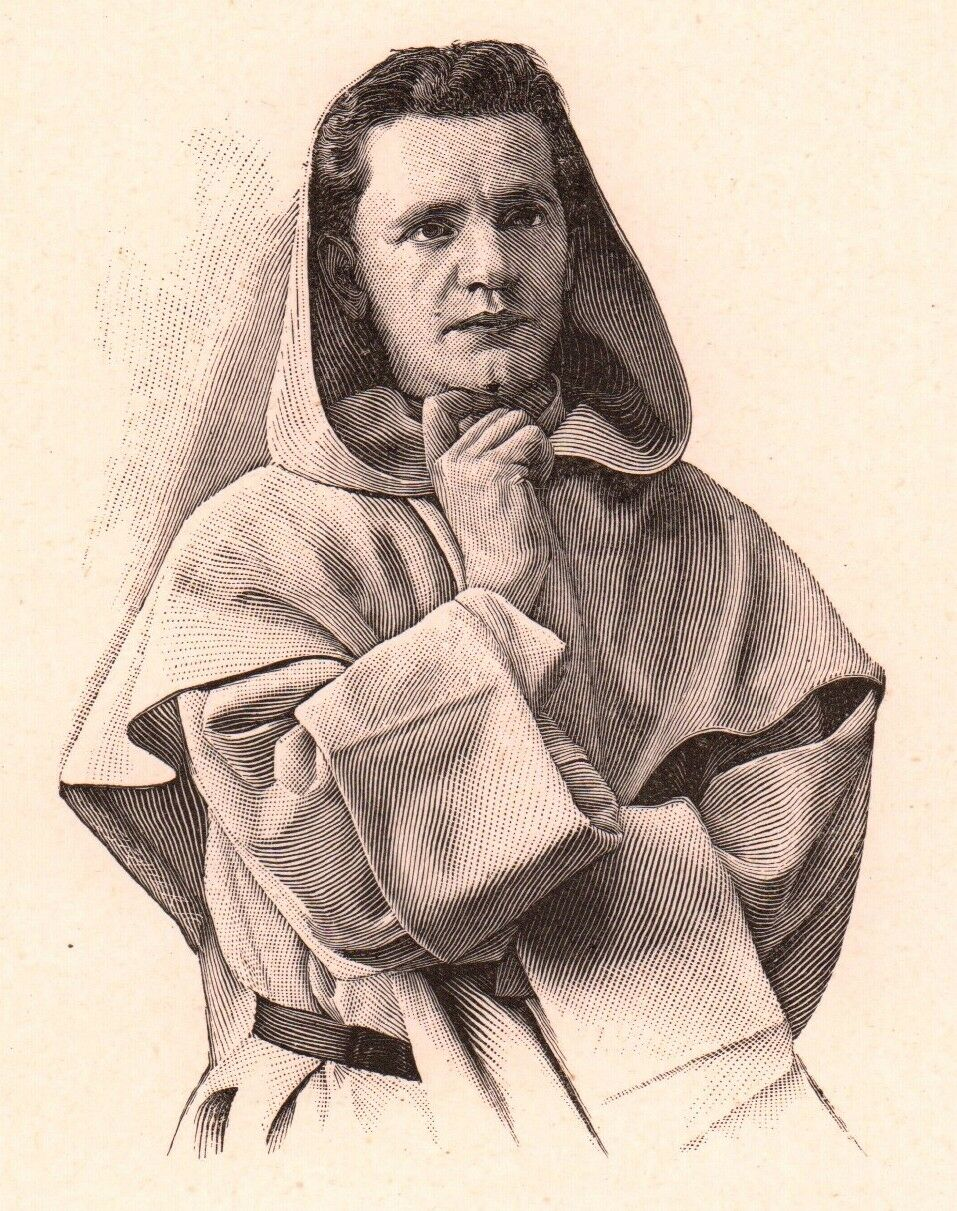

앙토냉 세르티양주(Antonin Sertillanges, 1863년 11월 16일 ~ 1948년 7월 26일)는 프랑스의 가톨릭 철학자이자 종교작가이다.
프랑스 클레르몽페랑에서 태어났다.
학업적 작품은 토마스 아퀴나스의 도덕 이론과 관련되었다. 영어 사용 국가들에서 그는 2개의 비전문가 작품으로 알려져 있다.
- 지적인 삶(The Intellectual Life)
- 예수가 십자가에서 본 것(What Jesus Saw from the Cross)

## 같이 보기
- 토미즘